# Сомерсет, Мэри, герцогиня Бофорт
Виктория Констанция Мэри Сомерсет, герцогиня Бофорт (англ. Victoria Constance Mary Somerset, Duchess of Beaufort, урождённая Мария Текская, англ. Helena of Teck; 12 июня 1897, Уайт-Лодж, Большой Лондон — 23 июня 1987, Бадминтон-хаус, Глостершир) — британская аристократка. Родственница британской королевской семьи. Герцогиня Бофорт по браку.

## Биография
Мэри родилась 12 июня 1897 года, в Уайт Лодж, Ричмонд Парк. Она была вторым ребёнком Адольфа Текского (1868—1927) и его супруги Маргарет Гросвенор (1873—1929). Она была названа, в честь своей тёти, Марии Текской (1867—1953), супруги короля Великобритании, Георга V (1865—1936). Мэри была представителем Текского дома, морганатической ветви Вюртембергского дома. Так как она была праправнучкой короля Великобритании Георга III, она находилась в линии наследования британского престола.
Во время Первой мировой войны, из-за антигерманских настроений в Соединенном Королевстве, король Георг V, изменил название королевского дома с немецкого, Саксен-Кобург-Готского на более английское Виндзоры. Отец Елены последовал его примеру, и 14 июля 1917 года отказался от титула герцога Текского и фамилии «фон Тек». Мэри и её сестра Елена (1899—1969) получили обращение Леди.
Она была подружкой невесты на свадьбах: Александра Текского и принцессы Алисы Олбани, принца Артура Коннаутского и принцессы Александры, герцогини Файф, принцессы Патрисии Коннаутской и Александра Рамзея, свадьба Марии Великобританской и виконта Ласселлеса, и на свадьбе Альберта, герцога Йоркского и Елизаветы Боуз-Лайон.
После начала Второй мировой войны её тетя, Мария Текская, переехала в Бадминтон-Хаус, где жили герцог и герцогиня Бофорт. Прислуга Марии Текской занимала большую часть дома.
Мэри и её супруг были большими любителями верховой езды.  В 1947 году они начали проводить соревнования лошадей, на участке у себя дома.
В 1968 году Мэри позировала Сесилу Битону для портрета, который сейчас находится в коллекции фотографий в Национальной портретной галерее в Лондоне. Также, она была назначена Командором Почтеннейшего ордена госпитальеров Святого Иоанна Иерусалимского.
Последние годы жизни, продолжала жить в Бадминтон-хаусе, где время от времени сидела в парадных залах, и отвечала на вопросы туристов.
Она умерла 23 июня 1987 года в возрасте 90 лет, от слабоумия. Она похоронена в церкви Святого Михаила и Всех Ангелов.

## Личная жизнь
14 июня 1923 года, Мэри вышла замуж за Генри Сомерсета, маркиза Вустера, в церкви Святой Маргариты в Вестминстере. Через год после свадьбы, умер её свёкор и её муж 10-м герцогом Бофорт, а Мэри герцогиней. Детей у них не было. В 1984 году, она овдовела.